# Кінгсленд (Арканзас)
Кінгсленд (англ. Kingsland) — місто (англ. city) в США, в окрузі Клівленд штату Арканзас. Населення — 347 осіб (2020).

## Географія
Кінгсленд розташований на висоті 66 метрів над рівнем моря за координатами 33°51′29″ пн. ш. 92°17′53″ зх. д. / 33.85806° пн. ш. 92.29806° зх. д. (33.858099, -92.298147).  За даними Бюро перепису населення США в 2010 році місто мало площу 2,90 км², уся площа — суходіл.

## Демографія
Згідно з переписом 2010 року, у місті мешкало 447 осіб у 189 домогосподарствах у складі 123 родин. Густота населення становила 154 особи/км².  Було 219 помешкань (76/км²). 
Расовий склад населення:
| - 64,0 % — білих - 32,9 % — чорних або афроамериканців - 0,4 % — азіатів - 0,2 % — корінних американців |

До двох чи більше рас належало 2,5 %. Іспаномовні складали 1,8 % від усіх жителів.
За віковим діапазоном населення розподілялося таким чином: 28,0 % — особи молодші 18 років, 58,8 % — особи у віці 18—64 років, 13,2 % — особи у віці 65 років та старші. Медіана віку мешканця становила 36,5 року. На 100 осіб жіночої статі у місті припадало 96,1 чоловіків;  на 100 жінок у віці від 18 років та старших — 94,0 чоловіків також старших 18 років.
Середній дохід на одне домашнє господарство  становив 31 508 доларів США (медіана — 29 038), а середній дохід на одну сім'ю — 36 560 доларів (медіана — 33 214). За межею бідності перебувало 32,1 % осіб, у тому числі 47,0 % дітей у віці до 18 років та 13,6 % осіб у віці 65 років та старших.
Цивільне працевлаштоване населення становило 149 осіб. Основні галузі зайнятості: освіта, охорона здоров'я та соціальна допомога — 32,9 %, сільське господарство, лісництво, риболовля — 20,8 %, виробництво — 10,7 %, будівництво — 8,7 %.
За даними перепису населення 2000 року в Кінгсленді мешкало 449 осіб, 121 сім'я, налічувалося 177 домашніх господарств і 211 житлових будинків. Середня густота населення становила близько 155 осіб на один квадратний кілометр. Расовий склад Кінгсленда за даними перепису розподілився таким чином: 62,14 % білих, 35,41 % — чорних або афроамериканців, 1,34 % — корінних американців, 0,22 % — азіатів, 0,89 % — представників змішаних рас.
Іспаномовні склали 1,78 % від усіх жителів міста.
З 177 домашніх господарств в 29,9 % — виховували дітей віком до 18 років, 49,7 % представляли собою подружні пари, які спільно проживали, в 13,0 % сімей жінки проживали без чоловіків, 31,6 % не мали сімей. 31,1 % від загального числа сімей на момент перепису жили самостійно, при цьому 13,0 % склали самотні літні люди у віці 65 років та старше. Середній розмір домашнього господарства склав 2,54 особи, а середній розмір родини — 3,20 особи.
Населення міста за віковим діапазоном за даними перепису 2000 року розподілилося таким чином: 29,8 % — жителі молодше 18 років, 9,8 % — між 18 і 24 роками, 25,8 % — від 25 до 44 років, 19,6 % — від 45 до 64 років і 14,9 % — у віці 65 років та старше. Середній вік мешканця склав 32 роки. На кожні 100 жінок в Кінгсленді припадало 86,3 чоловіків, у віці від 18 років та старше — 95,7 чоловіків також старше 18 років.
Середній дохід на одне домашнє господарство в місті склав 20 536 доларів США, а середній дохід на одну сім'ю — 28 958 доларів. При цьому чоловіки мали середній дохід в 26 667 доларів США на рік проти 16 250 доларів середньорічного доходу у жінок. Дохід на душу населення в місті склав 9500 доларів в рік. 28,0 % від усього числа сімей в окрузі і 33,3 % від усієї чисельності населення перебувало на момент перепису населення за межею бідності, при цьому 42,9 % з них були молодші 18 років і 26,1 % — у віці 65 років та старше.

## Відомі уродженці та мешканці
- Джонні Кеш — американський співак, ключова фігура в музиці кантрі другої половини XX століття.